# Sheila Gish
Sheila Anne Syme Gash (Lincoln, Inglaterra; 23 de abril de 1941-Camden, Inglaterra; 9 de marzo de 2005), conocida profesionalmente como Sheila Gish, fue una actriz británica conocida por sus trabajos en cine y televisión.

## Biografía
Sheila estudió en el Royal Academy of Dramatic Art "RADA".
En 1964 se casó con el actor Roland Curram, con quien tuvo dos hijas, las actrices Lou Gish y Kay Curram. Años más tarde, en 1985, Sheila y Ronald se divorciaron.
En 2004 se casó con el actor Denis Lawson, con quien estuvo hasta su muerte en 2005.
En marzo de 2005 Sheila murió luego de perder su batalla contra el cáncer facial, el cual le había ocasionadola pérdida de su ojo derecho en 2003. Su hija Lou murió un año después, el 20 de febrero de 2006, también víctima de cáncer. Sheila y Lou están enterradas en el cementerio de Highgate.

## Carrera
En 1969 se unió al elenco principal de la miniserie The First Churchills donde interpretó a María, duquesa de York, la esposa del rey James II (John Westbrook).
Entre 1975 y 1984 interpretó a la abogada Carolyn Bryce en la serie Crown Court, anteriormente Sheila había aparecido por primera vez en la serie en 1973 donde dio vida a Erika Brabazon durante cuatro episodios.
En 1977 se unió al elenco recurrente de la miniserie Anna Karenina donde interpretó a la princesa Elizaveta "Betsy", la prima de Alexei Vronsky (Stuart Wilson) y amiga de Anna Karenina (Nicola Pagett).
En 1980 apareció por primera vez en la serie Tales of the Unexpected dando vida a Frances en el episodio "Fat Chance", un año después interpretó a Mary Hitchman durante el episodio "A Harmless Vanity", finalmente su última aparición en la serie fue en 1983 como Laura Parker en el episodio "Where's Your Sense of Humour?".
En 1993 se unió al elenco de la serie británica Brighton Belles donde interpretó a Bridget, hasta el final de la serie en 1994.
En 1997 apareció como invitada en un episodio de la serie The Thin Blue Line donde interpretó a Maeve, la terapeuta sexual.
En 2000 apareció en la película Highlander: Endgame donde interpretó a Rachel Ellenstein, de grande, la hija adoptiva de Connor McLeod (Christopher Lambert).

## Filmografía
- Series de Televisión:

| Año              | Título                        | Personaje                   | Notas                                                          |
| ---------------- | ----------------------------- | --------------------------- | -------------------------------------------------------------- |
| 2001             | Love in a Cold Climate        | Lady Montdore               | miniserie                                                      |
| 1998             | Supply                        | Pauline                     | 2 episodios - miniserie                                        |
| 1997             | Pie in the Sky                | Julia Sutton                | episodio "Pork Pies"                                           |
| 1997             | Jonathan Creek                | Serena Shale                | episodio "The Wrestler's Tomb"                                 |
| 1997             | The Thin Blue Line            | Terapeuta Maeve             | episodio "Night Shift"                                         |
| 1995             | Ghostbusters of East Finchley | Mrs. Podget                 | episodio "End Roller"                                          |
| 1993 - 1994      | Brighton Belles               | Bridget                     | 11 episodios                                                   |
| 1993             | Inspector Morse               | Gwladys Probert             | episodio "Twilight of the Gods"                                |
| 1992             | The Good Guys                 | Elisabeth Aston             | episodio "Relative Values"                                     |
| 1991             | Stanley and the Women         | Nowell Hutchinson           | miniserie                                                      |
| 1991             | The House of Eliott           | Yolande Hermane             | episodio # 1.12                                                |
| 1991             | Boon                          | Barbara Lake                | episodio "Love Letters from a Dead Man"                        |
| 1988             | Worlds Beyond                 | -                           | episodio "Reflections of Evil"                                 |
| 1988             | Small World                   | Desiree Zapp/Fulvia Morgana | 4 episodios - miniserie                                        |
| 1985             | That Uncertain Feeling        | Mrs. Gruffydd-Williams      | miniserie                                                      |
| 1984             | Sharing Time                  | -                           | episodio "For Business Reasons"                                |
| 1983             | Tales of the Unexpected       | Laura Parker                | episodio "Where's Your Sense of Humour?"                       |
| 1982             | The Gentle Touch              | Adela Baker                 | episodio "Victims "                                            |
| 1975, 1977, 1984 | Crown Court                   | Carolyn Bryce, QC           | 3 episodios                                                    |
| 1981             | Goodbye Darling               | Janet Lyall                 | 4 episodios                                                    |
| 1979             | Scottish Playbill             | -                           | episodio "Portrait of My Love"                                 |
| 1979             | Thomas and Sarah              | Polly                       | episodio "Putting on the Ritz"                                 |
| 1977             | Anna Karenina                 | Princesa Betsy              | 7 episodios - miniserie                                        |
| 1975, 1977       | Play for Today                | Jane Elkinson               | 2 episodios                                                    |
| 1976             | Plays for Britain             | Dinah                       | episodio "The Life-Swappers"                                   |
| 1976             | Yes, Honestly                 | Antonia                     | episodio "Black and White and Red All Over"                    |
| 1975             | Affairs of the Heart          | Violet Grey                 | episodio "Leonie"                                              |
| 1975             | The Sweeney                   | June                        | episodio "Jigsaw"                                              |
| 1974             | Seven Faces of Woman          | Sarah Gage                  | episodio "Let's Marry Liz"                                     |
| 1973             | Helen: A Woman of Today       | Jenny                       | 6 episodios                                                    |
| 1973             | The Adventurer                | Laura                       | episodio "To the Lowest Bidder"                                |
| 1972             | New Scotland Yard             | Kay Stevens                 | episodio "Shock Tactics"                                       |
| 1971             | The Rivals of Sherlock Holmes | Mrs. Chalmers               | episodio "The Affair of the Avalanche Bicycle & Tyre Co. Ltd." |
| 1969             | The First Churchills          | Mary, Duquesa de York       | 5 episodios - miniserie                                        |

- Películas:

| Año  | Título                      | Personaje         | Notas                                                                   |
| ---- | --------------------------- | ----------------- | ----------------------------------------------------------------------- |
| 2000 | Highlander: Endgame         | Rachel Ellenstein | junto a Adrian Paul, Christopher Lambert, Bruce Payne y Peter Wingfield |
| 1986 | Los inmortales (Highlander) | Rachel Ellenstein | junto a Christopher Lambert, Sean Connery y Clancy Brown                |

- Teatro:

| Año  | Obra                  | Personaje      | Director           | Teatro                      | Notas                                                                |
| ---- | --------------------- | -------------- | ------------------ | --------------------------- | -------------------------------------------------------------------- |
| 2003 | The Seagull           | Arkadina       | Steven Pimlott     | -                           | -                                                                    |
| 2001 | Marriage Play         | -              | -                  | National Theatre            | junto a Bill Paterson                                                |
| 1994 | Les Parents terribles | -              | -                  | National Theatre            | junto a Jude Law & Frances de la Tour                                |
| 1990 | What the Butler Saw   | -              | -                  | Wyndham’s Theatre           | junto a Joseph Maher, Clive Francis & Gary Olsen                     |
| 1989 | The Debutante Ball    | -              | -                  | Hampstead Theatre           | junto a Jane Horrocks, Duncan Preston & Susannah Harker              |
| 1989 | When She Danced       | Isadora Duncan | -                  | King's Head Theatre         | junto a Owen Teale, Kevin Elyot & Gerard Logan                       |
| 1986 | The Cocktail Party    | -              | John Dexter        | Phoenix Theatre             | junto a Alec McCowen, Robert Eddison & Simon Ward                    |
| 1985 | Intermezzo            | -              | Christopher Fettes | Greenwich Theatre           | junto a Jonathan Kent & Martin Wenner                                |
| 1984 | Rough Crossing        | -              | Peter Wood         | Lyttelton Theatre           | junto a Michael Kitchen, John Standing, Niall Buggy & Robin Bailey   |
| 1983 | A Patriot for Me      | -              | Ronald Eyre        | Chichester Festival Theatre | junto a Alan Bates, Richard Freeman, Lucy Fleming & Anthony Head     |
| 1976 | Confusions            | -              | Alan Strachan      | Apollo Theatre              | junto a Pauline Collins, John Alderton, Derek Fowlds & James Cossins |

## Premios y nominaciones
| Año  | Categoría                                | Premio                         | Obra    | Resultado |
| ---- | ---------------------------------------- | ------------------------------ | ------- | --------- |
| 1996 | Best Supporting Performance in a Musical | Laurence Olivier Theatre Award | Company | Ganadora  |